# Мулаццано
Мулаццано (итал. Mulazzano) — коммуна в Италии, располагается в регионе Ломбардия, подчиняется административному центру Лоди.
Население составляет 5244 человека (на 2004 г.), плотность населения составляет 320 чел./км². Занимает площадь 15 км². Почтовый индекс — 26837. Телефонный код — 02.
Покровителем коммуны почитается святой Стефан, празднование во второе воскресение октября.